# Degerfors
För andra betydelser, se Degerfors (olika betydelser).
Degerfors ([ˈdêːɡɛrˌfɔʂ]
 ( lyssna)) är en tätort i Värmland och centralort i Degerfors kommun, Örebro län. Bruksorten ligger vid Möckelns södra strand, cirka en mil söder om Karlskoga. Historiskt har ortens järnverk varit den dominerande arbetsgivaren.
Degerfors är också känt för sin långvariga fotbollstradition på hög nivå. Degerfors IF:s herrlag har spelat cirka 30 säsonger i Allsvenskan.

## Historia
Degerfors har sitt namn från Degerforsen där en stångjärnshammare anlades vid Nedre Degerfors 1660 och vid Övre Degerfors 1666, hyttorna anlades på initiativ av Georg Camitz. Degerfors bruk köptes 1886 av Strömsnäs järnverks AB som började utveckla bruket till en modern storskalig industri.
Ett 25-tal smeder och smältare utvandrade 1878 från Degerfors till Beloretsk i Basjkirien i Ryssland, till bruket i Tiriljanskij (Tirilän) nära Magnitogorsk. Några flyttade tillbaka, andra blev kvar. Bland dem märks familjerna Adamsson och Larsson. Än i dag finns 200 svenskättlingar där. Initiativet till denna emigration togs av ingenjören Aleksander Hasselblatt.

### Administrativa tillhörigheter
Brukssamhället Degerfors låg i Karlskoga socken, och vid nordvästra stambanan nära intill växte samhället Jannelund upp. Efter kommunreformen 1863 låg båda orterna i Karlskoga landskommun. 1883 blev Degerfors kyrkby i den då bildade Degerfors församling. 1 juni 1912 inrättades Jannelunds municipalsamhälle i landskommunen. 1925 bildades Degerfors landskommun genom utbrytning ur Karlskoga landskommun och till Degerfors landskommun hörde då orten Degerfors och Jannelunds municipalsamhälle. 1938 inrättades Degerfors municipalsamhälle vari Jannelunds municipalsamhälle uppgick. 1943 bildades Degerfors köping genom ombildning av Degerfors landskommun och dess municipalsamhälle som dock upplösts ett år tidigare. 1967 inkorporerades Nysunds landskommun, som sedan 1952 tillhört Svartå landskommun. 1971 ombildades köpingen till Degerfors kommun.
Degerfors tillhörde Degerfors församling (före 1885 till Karlskoga församling) och Nysunds församling som 2006 slog samman till Degerfors-Nysunds församling.
Orten ingick till 1971 till Karlskoga tingslag. Från 1971 till 2009 ingick orten i Karlskoga domsaga och orten ingår sedan 2009 i Örebro domsaga.

### Befolkningsutveckling
| Befolkningsutvecklingen i Degerfors 1960–2020 | Befolkningsutvecklingen i Degerfors 1960–2020 | Befolkningsutvecklingen i Degerfors 1960–2020 | Befolkningsutvecklingen i Degerfors 1960–2020 | Befolkningsutvecklingen i Degerfors 1960–2020 |
| --------------------------------------------- | --------------------------------------------- | --------------------------------------------- | --------------------------------------------- | --------------------------------------------- |
|                                               |                                               |                                               |                                               |                                               |
| År                                            |                                               |                                               | Folkmängd                                     | Areal (ha)                                    |
| 1960                                          | 1960                                          |                                               | 7 835                                         |                                               |
| 1965                                          | 1965                                          |                                               | 8 229                                         |                                               |
| 1970                                          | 1970                                          |                                               | 9 409                                         |                                               |
| 1975                                          | 1975                                          |                                               | 9 580                                         |                                               |
| 1980                                          | 1980                                          |                                               | 9 619                                         |                                               |
| 1990                                          | 1990                                          |                                               | 9 013                                         | 721                                           |
| 1995                                          | 1995                                          |                                               | 8 669                                         | 728                                           |
| 2000                                          | 2000                                          |                                               | 7 800                                         | 706                                           |
| 2005                                          | 2005                                          |                                               | 7 418                                         | 706                                           |
| 2010                                          | 2010                                          |                                               | 7 160                                         | 714                                           |
| 2015                                          | 2015                                          |                                               | 7 190                                         | 788                                           |
| 2020                                          | 2020                                          |                                               | 7 281                                         | 735                                           |
| Anm.: Sammanvuxen med Strömstorp 1970.        |                                               |                                               |                                               |                                               |

## Kommunikationer
Värmlandsbanan med Degerfors järnvägsstation ger järnvägsförbindelse.
E18 går förbi omkring tio kilometer norr om orten, vid Karlskoga. En cykelväg längs länsväg 205 förbinder Degerfors med Karlskoga.

## Industri

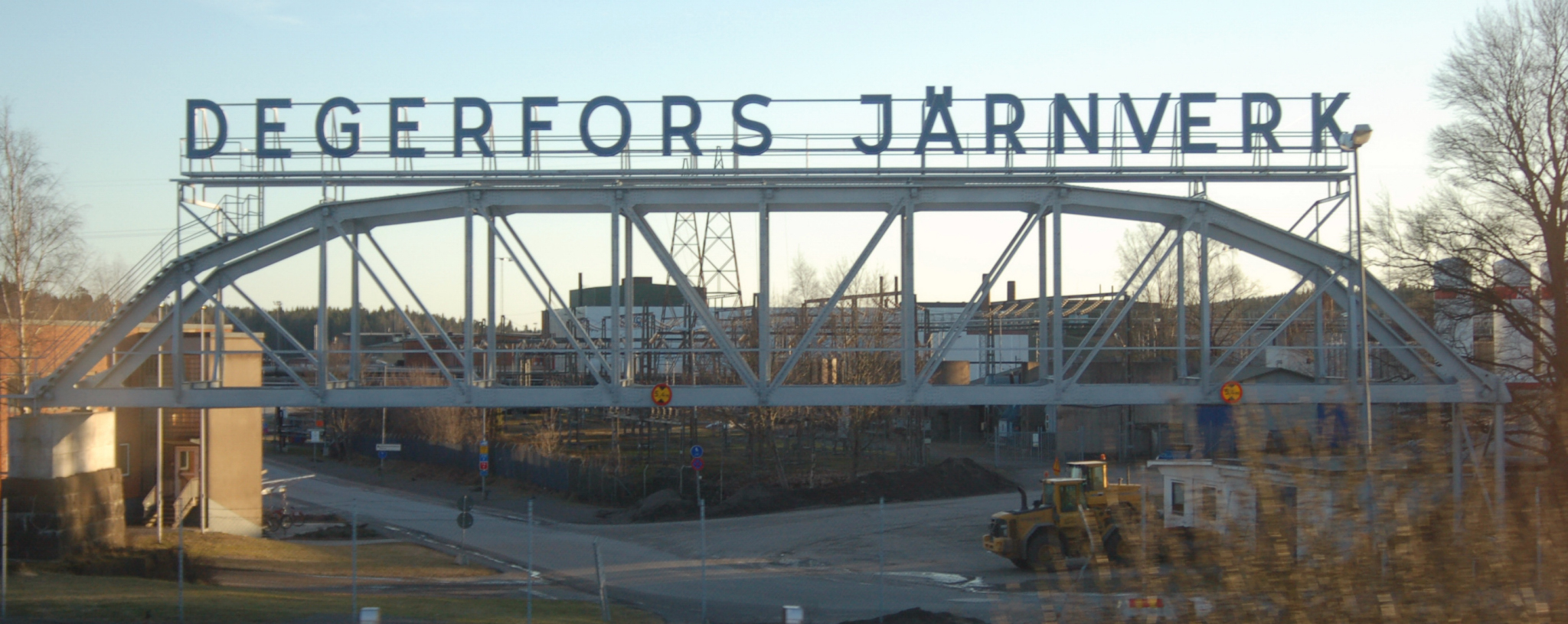
Degerfors järnverks bro med neonskylt som återplacerades på sin ursprungliga plats 2009 efter ett par års renovering.

Degerfors är ett brukssamhälle med stor anknytning till ortens huvudindustri, Degerfors järnverk.

## Kultur, miljö och turism
Vid kulturcentret Berget, som ligger i anslutning till Sveafallen, finns handelsbodar, alternerande hantverkare, utställningar och artistkvällar. Man kan också få en inblick i hur bruksarbetarna vid järnverket levde förr i tiden. För barnen finns Lilla Svingelskogen och inhägnader för olika gårdsdjur.
I Håkanbol, längs dressinspåret strax söder om Degerfors tätort, ligger "A. Emil Löfbergs Handelsmuseum" där man kan uppleva hur en lanthandel såg ut för mer än hundra år sedan. På somrarna kan man fika eller prova på att köpa en gammaldags karamellstrut där.

### Sveafallen

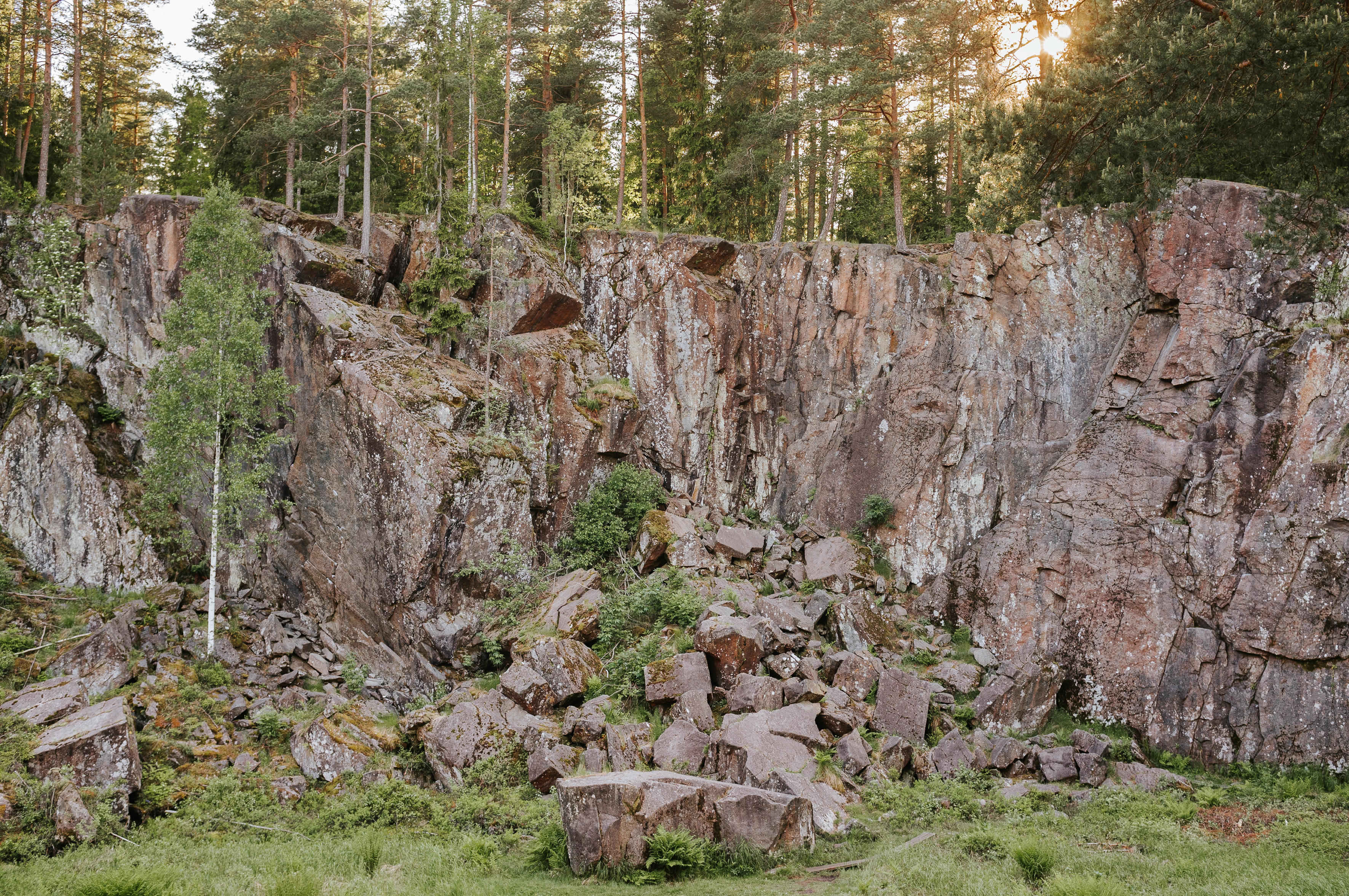
Domedagsdalen i Sveafallen.

Degerfors omnämns i flera läroböcker för sina många jättegrytor och andra spår från istiden. Naturreservatet Sveafallen finns upprättat för att bevara de fler än 200 jättegrytorna i området. Naturreservatet har gjorts turistvänligt genom markerade vandringsleder, handikappanpassning och rastplatser. De flesta jättegrytorna finns utmarkerade längs med vandringslederna. Informationsskyltar som beskriver miljö och historia i området finns också i anslutning till vandringslederna.
Sveafallen har också använts som inspelningsplats för TV-serien Ronja Rövardotter från 2024.[Uppdatering behövs]

## Idrott

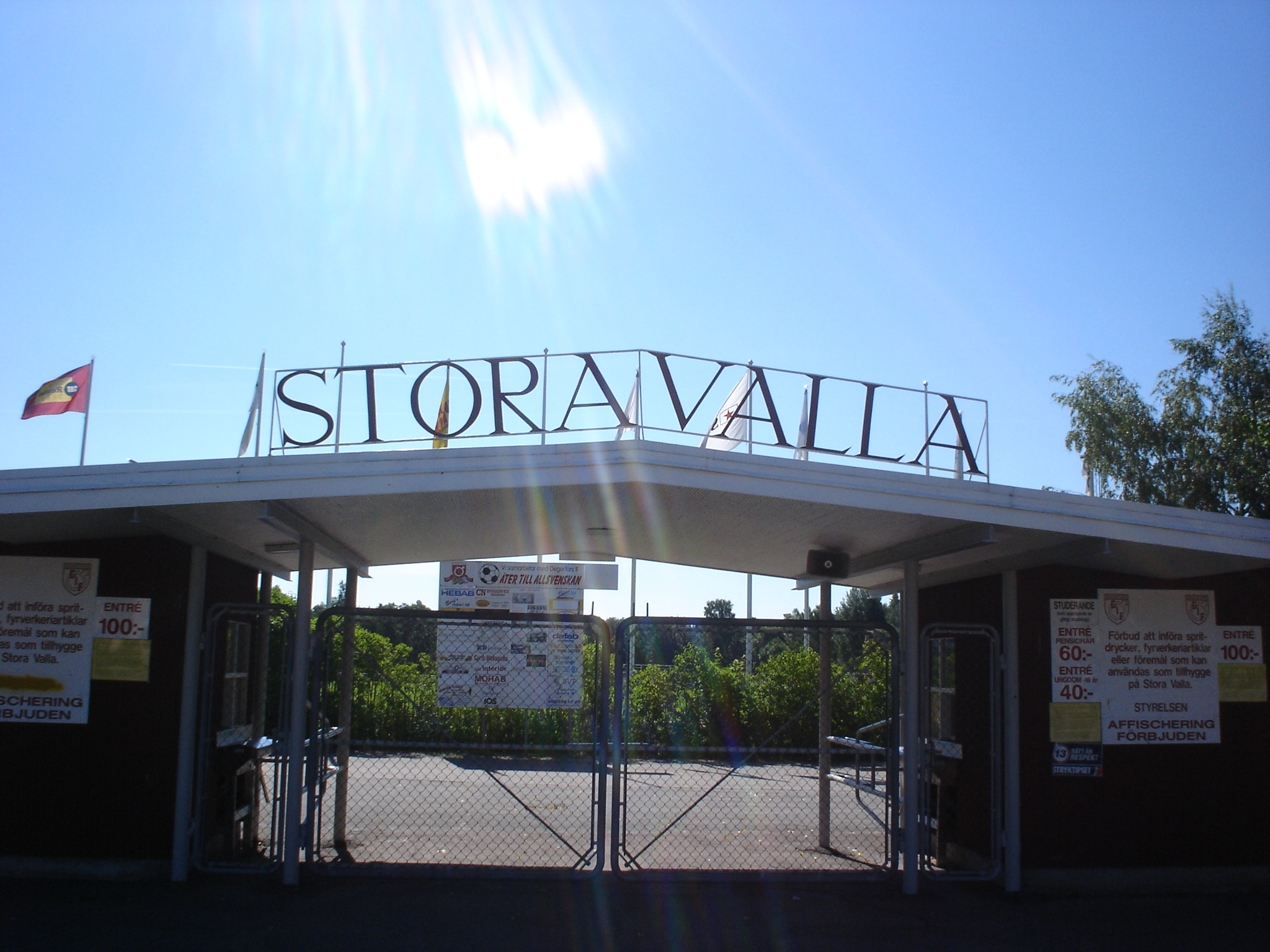
Ingången till Stora Valla sommaren 2005

Degerfors IF är en idrottsförening huvudsakligen inriktad på fotboll. Degerfors IF har ett förflutet i allsvenskan med 29 säsonger bakom sig. Degerfors IF har erövrat två stora silver (säsongerna 1940/41 och 1963) och ligger på 15:e plats i den allsvenska maratontabellen. Laget vann Svenska cupen 1993. Degerfors IF har spelat i Superettan alla säsonger mellan 2010 och 2020. Säsongen 2014 hade Degerfors IF ett hemmasnitt på 2 048 åskådare, vilket kan jämföras med ortens drygt 7 000 invånare.

## Näringsliv

### Handel
I Degerfors finns en Ica-butik (Kronhallen) och en butik tillhörande Pekås. Tidigare fanns även en Coop Extra, men efter en lång period av dålig ekonomi valde Coop Värmland att stänga butiken i januari 2020.

### Bankväsende
Kristinehamns sparbank öppnade ett avdelningskontor i Degerfors år 1880. Senare har Örebro läns sparbank haft kontor i Degerfors. Kontoret uppgick senare i Swedbank som lade ner det på 2010-talet.
Sydsvenska kreditaktiebolaget etablerade ett kontor i Degerfors år 1916. Vid en justering av privatbankernas kontorsnät fördes detta kontor över till Göteborgs bank. År 1949 bytte kontoret åter ägare och kom att tillhöra Wermlands enskilda bank. Wermlandsbanken behöll kontoret under hela dess existens, men det har sedermera lagts ner av dess efterträdare.

## Personer med anknytning till Degerfors
- Andreas Andersson
- Hasse "Kvinnaböske" Andersson
- Erik Bengtson
- Nils Gunnar Billinger
- Lennart Carleson
- Bengt Danneborn, filmregissör och dokumentärfilmare
- Hans Danneborn, filmproducent och dokumentärfilmare
- Ralf Edström
- Monica Forsberg (inflyttad från Karlskoga)
- Tord Grip (inflyttad från Ytterhogdal)
- Penilla Gunther
- Peter Hallström, låtskrivare, artist och musiker
- Lars Heineman, fotbollsspelare
- Leif "Blixten" Henriksson, ishockeyspelare
- Oscar Holter
- Göran Hägglund
- Göran Johansson
- Ernst Kirchsteiger
- Nils Landgren
- Tomas Leandersson
- Arne Lundquist, utvecklare av dövidrotten
- Olof Mellberg (inflyttad från Gullspång)
- Bertil Nordahl
- Gunnar Nordahl
- Ulf Ottosson
- Tommy Samuelsson, ishockeyspelare
- Ola Toivonen
- Olle Waller, sexualupplysare.
- Miro Zalar
- Olle Åhlund